# Kolos
En kolos er en kæmpestatue. Betegnelsen bruges især om Kolossen på Rhodos, et af verdens syv underværker.